# لئودنیا
لئودنیا (به لاتین: Leudeniya) یک منطقهٔ مسکونی در سری‌لانکا است که در استان مرکزی (سری‌لانکا) واقع شده‌است.